# Suśnia
Suśnia – wieś w Polsce położona w województwie wielkopolskim, w powiecie krotoszyńskim, w gminie Koźmin Wielkopolski.
W okresie Wielkiego Księstwa Poznańskiego (1815-1848) miejscowość należała do wsi większych w ówczesnym pruskim powiecie Krotoszyn w rejencji poznańskiej. Suśnia należała do okręgu kobylińskiego tego powiatu i stanowiła odrębny majątek, którego właścicielem był wówczas Radoliński. Według spisu urzędowego z 1837 roku wieś liczyła 170 mieszkańców, którzy zamieszkiwali 18 dymów (domostw).
W latach 1975–1998 miejscowość administracyjnie należała do województwa kaliskiego.